# Agência Meteorológica da China
A Agência Meteorológica da China ( AMC, 中国气象局 em chinês, China Meteorological Administration ou CMA em inglês) , com sede em Pequim, é o serviço meteorológico nacional da República Popular da China.

## História
A agência foi originalmente criada em dezembro de 1949 como o Bureau Meteorológico da Comissão Militar Central . Substituiu o Central Weather Bureau formado em 1941. Em 1994, o CMA foi transformado de um órgão governamental subordinado em uma das agências de serviço público subordinadas ao Conselho de Estado.
Os gabinetes meteorológicos estão estabelecidos em 31 províncias, regiões autónomas e municípios, excluindo os serviços meteorológicos em Hong Kong, Macau e Taiwan. 14 agências meteorológicas em cidades sub-provinciais, incluindo 4 cidades que foram especificamente designadas no plano de desenvolvimento do estado), 318 agências meteorológicas em nível de prefeitura e 2.300 agências (estações) em nível de condado.

## Corpos subordinados sob o CMA

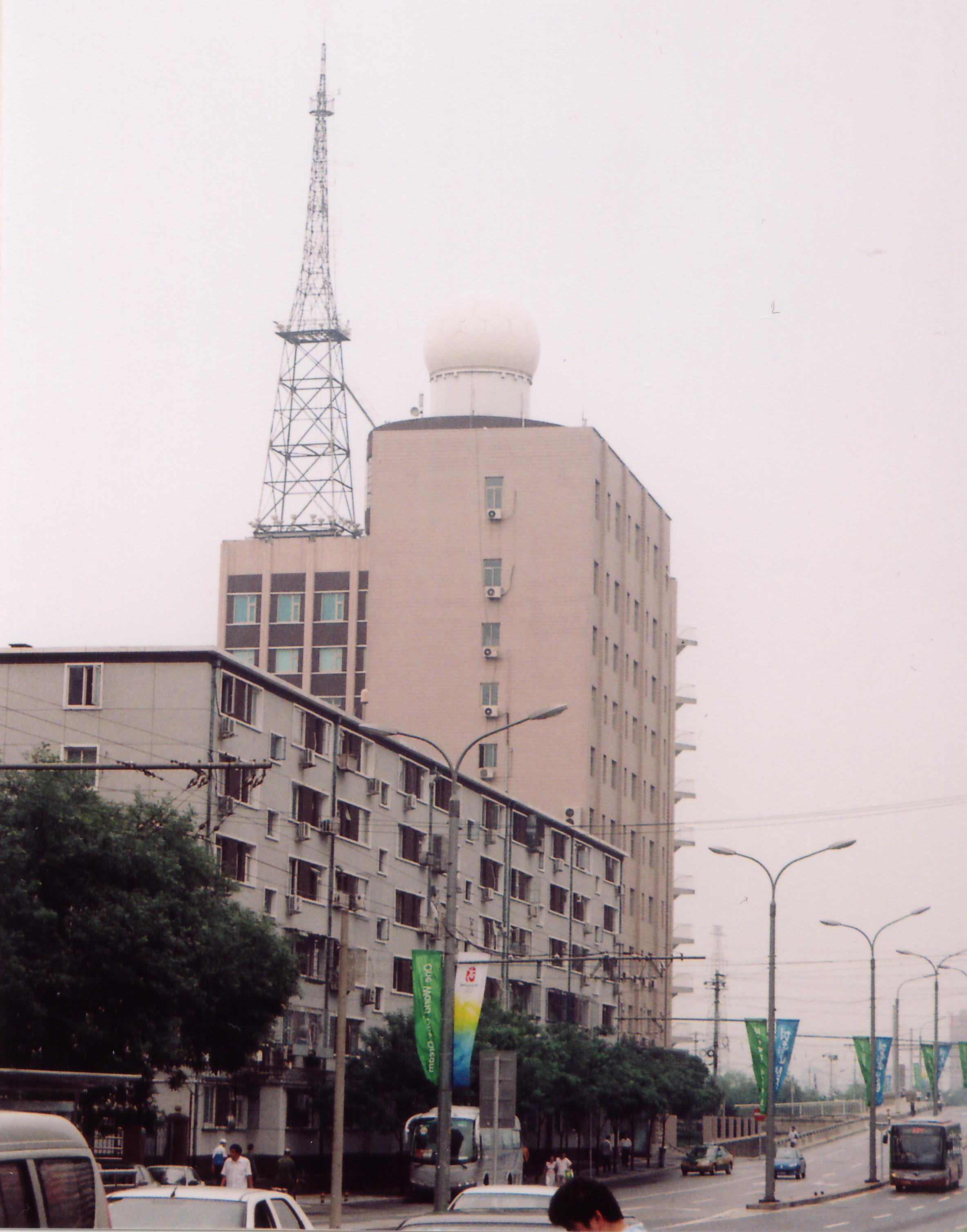
Beijing Meteorological Bureau, o escritório de previsão do tempo da capital

- Centro Meteorológico Nacional (Observatório Meteorológico Central)[1]
- Centro Meteorológico Nacional por Satélite (Centro Nacional de Monitoramento e Alerta do Clima Espacial)
- Centro Nacional do Clima
- Centro Nacional de Informações Meteorológicas
- Academia Chinesa de Ciências Meteorológicas
- Centro de Observação Meteorológica
- Centro de treinamento em administração meteorológica da China
- Departamento de Construção de Capital e Gestão Imobiliária
- Centro de Atendimento Logístico
- Centro de Publicidade Audiovisual
- China Meteorological News Press e Meteorological Press.
- China Weather TV